# سکو ماینز (تگزاس)
سکو ماینز (به انگلیسی: Seco Mines) یک منطقهٔ مسکونی در ایالات متحده آمریکا است که در شهرستان ماوریک، تگزاس واقع شده‌است. سکو ماینز ۵۶۰ نفر جمعیت دارد و ۲۲۴٫۰۳ متر بالاتر از سطح دریا واقع شده‌است.